# Chevagny-les-Chevrières
 Chevagny-les-Chevrières  es una población y comuna francesa, en la región de Borgoña, departamento de Saona y Loira, en el distrito de Mâcon y cantón de Mâcon-Nord.

## Demografía
| 192 | 225 | 283 | 353 | 403 | 403 | 549 | 618 | 598 |
| Para los censos de 1962 a 1999 la población legal corresponde a la población sin duplicidades (Fuente: INSEE [Consultar]) |     |     |     |     |     |     |     |     |